# Crassochrysa proxima
Crassochrysa proxima är en insektsart som beskrevs av Hölzel 1990. Crassochrysa proxima ingår i släktet Crassochrysa och familjen guldögonsländor. Inga underarter finns listade i Catalogue of Life.